# Padlet
Padlet (раніше Wallwisher) — стартап-компанія з освітніх технологій, що базується в Сан-Франциско (Каліфорнії, США) та Сінгапурі. Padlet надає хмарне програмне забезпечення як послугу, розміщуючи спільну вебплатформу в режимі реального часу, на якій користувачі можуть завантажувати, впорядковувати та обмінюватися вмістом на віртуальних дошках оголошень, що називаються «падлетами».

## Історія
Компанія, яка спочатку називалася Wallwisher, була заснована в 2008 році двома друзями з Індії Нітешем Гоелем та Пранавом Піюшем, і була заснована в 2012 році за фінансування стартового прискорювача Start-Up Чилі. У 2013 році Padlet додатково підтримали прискорювачі Y Combinator та ImagineK12. Станом на листопад 2020 року компанія залучила понад 13 мільйонів доларів за три раунди фінансування серії А.
У 2018 році компанія викликала критику за різкий перехід від безплатної послуги до моделі платного ціноутворення.
Під час пандемії COVID-19 Падлет збільшив кількість користувачів, що пов'язано з його використанням викладачами та студентами після зростання дистанційного навчання у всьому світі. У 2021 році платформа застосувала посилені практики модерації вмісту у відповідь на численні випадки образливого вмісту, включаючи расистські, антисемітські та порнографічні матеріали, що публікуються в акаунтах студентів Padlet.

## Використання
Станом на квітень 2021 року Падлет входить до списку 150 найкращих вебсайтів в Інтернеті та має понад 3,25 мільйона щоденних відвідувачів на своїх сайтах. Падлет підкреслив важливість доступності, інтуїтивності та співпраці при розробці інтерфейсу.
Падлет широко використовується серед викладачів; його використання як педагогічного інструменту вивчалося в різних академічних журналах та конференціях, включаючи Конференцію Асоціації обчислювальних машин з освітніх технологій та комп'ютерів та Міжнародну конференцію IEEE про освітні інновації через технології.